# Nowy Pohost
Nowy Pohost (biał. Новы Пагост) – wieś w obwodzie witebskim, do 1945 miasteczko w Polsce, w województwie wileńskim, siedziba gminy Nowy Pohost.
Siedziba parafii prawosławnej i rzymskokatolickiej; znajdują się tu cerkiew pw. św. Mikołaja Cudotwórcy i kościół pw. Trójcy Przenajświętszej.

## Historia
Nowy Pohost jest już ustawicznie wymieniany w Metrykach Litewskich zawierających wyroki sądowe w sprawach dotyczących procesów o mienie między obywatelami tego miasteczka w okresie od 1386 do 1551.
Nowy Pohost to starożytne miasteczko, które stanowiło dawne dziedzictwo ks. Sapiehów. 
Pierwszy kościół w Nowym Pohoście został zbudowany przez Lwa Sapiehę, kanclerza Wielkiego Księstwa Litewskiego. Był to kościół drewniany pod wezwaniem Trójcy Świętej. Został on spalony przez wojska moskiewskie w czasie wojen za króla Jana Kazimierza. Szybko jednak został odbudowany, gdyż w 1656 r. był już nowy, też drewniany. Dzięki - staraniom ks. proboszcza Pieślaka i przy materialnej pomocy ówczesnego kolatora Stanisława Burzyńskiego, kasztelana smoleńskiego, przed 1766 r. zbudowano w Pohoście nowy kościół, również drewniany. Ks. Pieślak, dotychczasowy proboszcz Ikaźni, wystarał się u biskupa wileńskiego Ignacego Massalskiego odłączenie Pohostu od Ikaźni i osiadł przy nowo zbudowanym kościele jako pierwszy proboszcz pohoski. Odrestaurował i powiększył kościół w 1859 r. ks. proboszcz Jan Szyryn. Kościół ten przetrwał do dzisiejszych czasów.
Wierni należeli do miejscowej parafii rzymskokatolickiej i prawosławnej. Miejscowość podlegała pod Sąd Grodzki w Drui i Okręgowy w Wilnie; w miasteczku mieścił się urząd pocztowy który obsługiwał znaczną część gminy.
W wyniku napaści ZSRR na Polskę we wrześniu 1939 roku miejscowość znalazła się pod okupacją radziecką. 2 listopada została de facto włączona do Białoruskiej SRR. Od 1941 roku pod okupacją niemiecką. W 1944 roku ponownie zajęta przez wojska radzieckie. 16 sierpnia 1945 miasto zostało formalnie wcielone do Białoruskiej SRR.

## Demografia
Według Powszechnego Spisu Ludności z 1921 roku zamieszkiwało tu 625 osób, 186 było wyznania rzymskokatolickiego, 276 prawosławnego, 4 staroobrzędowego a 159 mojżeszowego. Jednocześnie 214 mieszkańców zadeklarowało polską, 360 białoruską a 51 żydowską przynależność narodową. Było tu 119 budynków mieszkalnych. W 1931 w 123 domach zamieszkiwały 773 osoby.

## Niektóre osoby związane z miastem
Edward Kisiel (ur. 24 lutego 1918 w Jundziłłowie, zm. 28 września 1993 w Białymstoku) – polski biskup rzymskokatolicki, administrator archidiecezji wileńskiej z siedzibą w Białymstoku w latach 1976–1991, biskup diecezjalny białostocki w latach 1991–1993 (od 1992 arcybiskup metropolita).
Bogusław Kurłowicz (ur. 18 stycznia 1948  – rosyjski, polski i fiński biolog i agronom, doktor nauk biologicznych, profesor, specjalista w dziedzinach zasobów genetycznych roślin strączkowych, botaniki, genetyki, uprawy roślin i hodowli ryb.

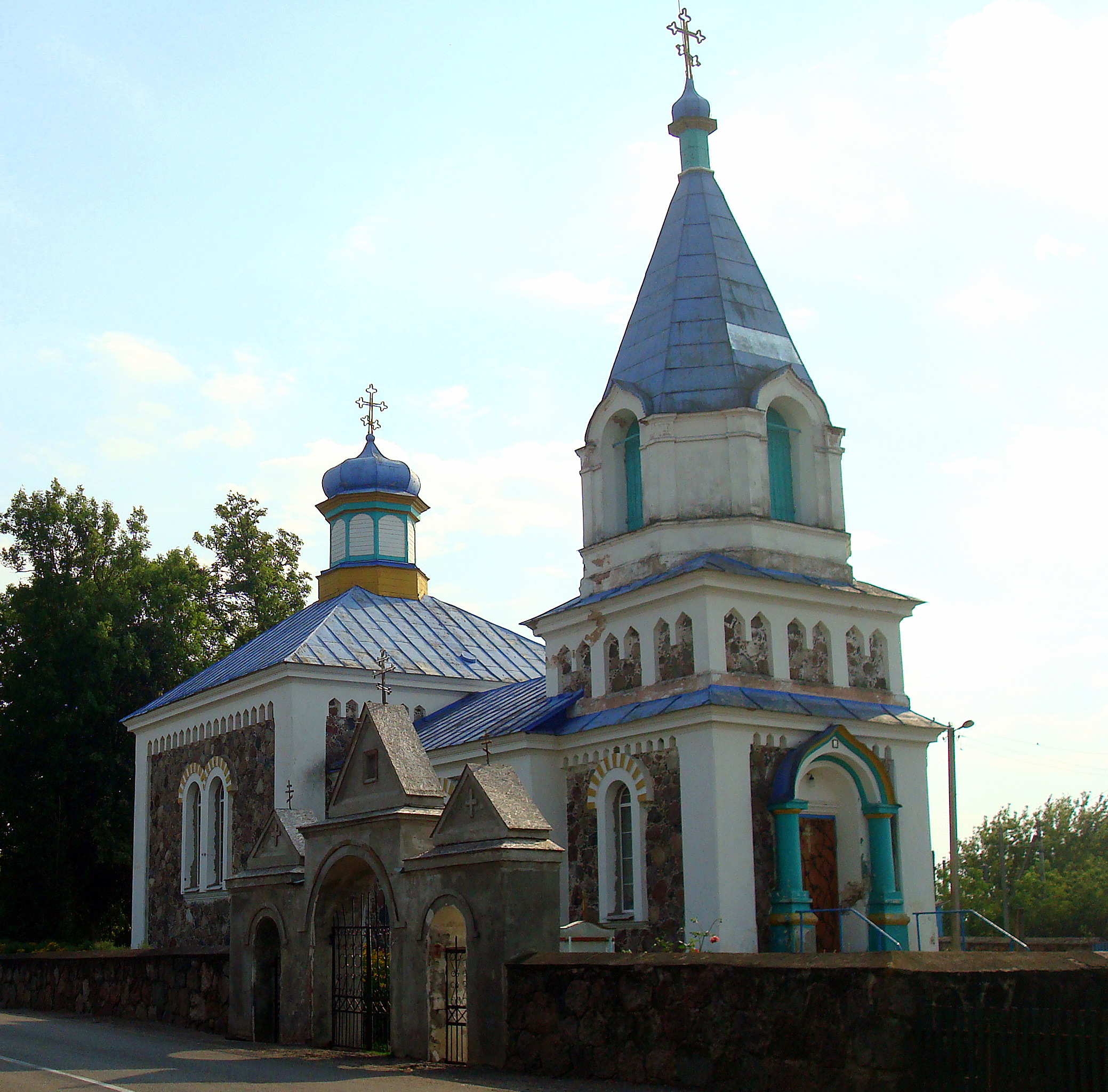
Cerkiew św. Mikołaja (2015)
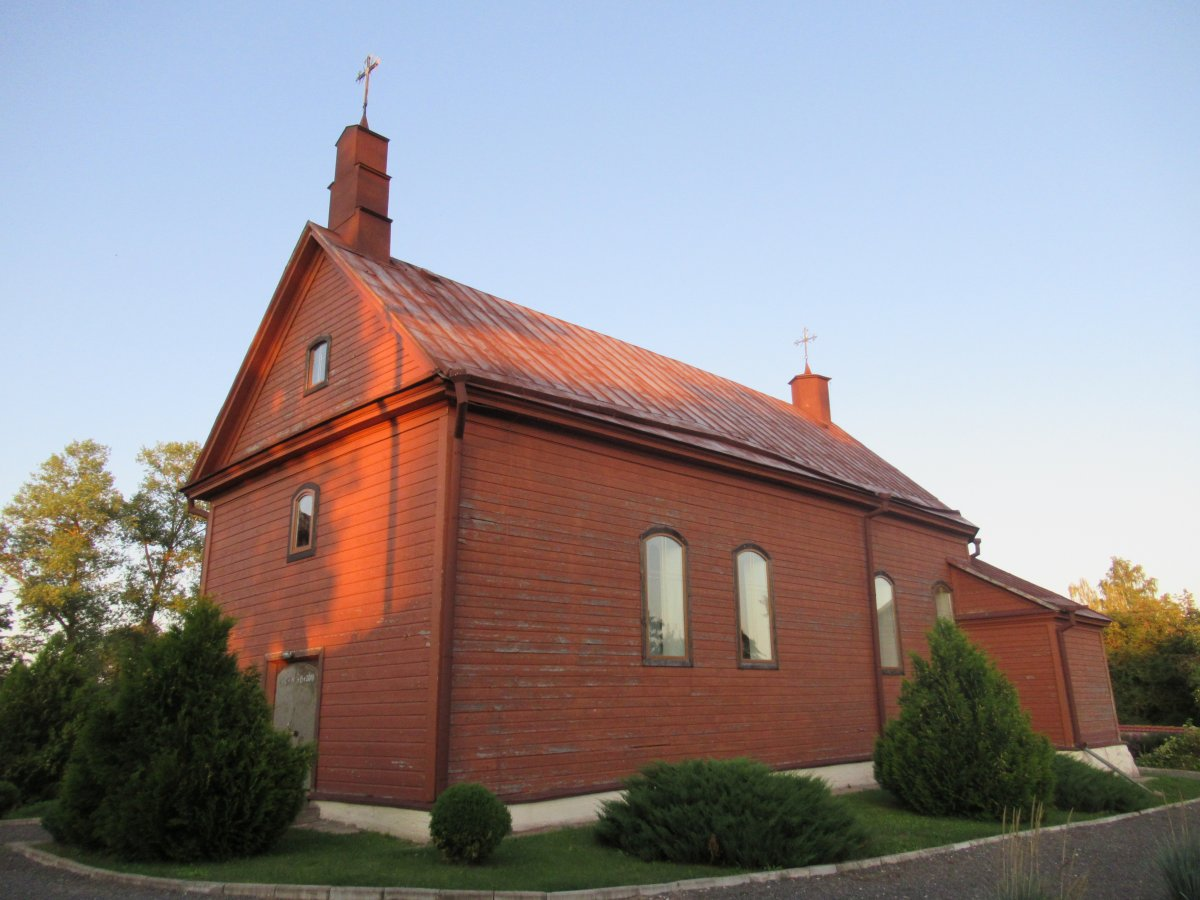
Kościół Trójcy Przenajświętszej (2019)